# Airspeed
Air Speed (bra: Sem Controle) é um filme canadense de 1999 do gênero "Cinema catástrofe", produzido pela Lions Gate Entertainment. 

## Sinopse
Os passageiros e tripulantes de um jato particular estão incapacitados por uma descompressão explosiva, exceto para a filha adolescente do proprietário do avião. Sua sobrevivência depende dela.[carece de fontes?]

## Elenco
- Elisha Cuthbert... Nicole Pedra
- Joe Mantegna..... Raymond
- Roc Lafortune..... Capitão Lopez
- Bronwen Booth.... Andrea Prescott
- Russell Yuen....... Mark
- Gordon Masten... Frank
- Don Jordan........ Greg
- Martin Lacroix.... Terry
- Yvan Ponton....... Lee 'Bickster' biquette
- Charles Powell... Jeff, A.T.C.
- Dia Larry............ Donovan